# Ciche miejsce
Ciche miejsce (ang. A Quiet Place) – amerykański horror z 2018 w reżyserii Johna Krasinskiego, wyprodukowany przez wytwórnię Paramount Pictures. Główną rolę w filmie zagrała brytyjska aktorka Emily Blunt.
Premiera filmu odbyła się 6 kwietnia 2018 w Stanach Zjednoczonych.

## Fabuła
Akcja filmu rozgrywa się w roku 2020. Na Ziemi pojawiły się potwory, które polują na istoty wydające dźwięki. Ludzie, którzy przetrwali, nauczyli się egzystować w całkowitej ciszy. Tak też żyje rodzina Abbotów. Evelyn (Emily Blunt) i Lee (John Krasinski) z dwojgiem dzieci mieszkają na odciętej od świata farmie, gdzie do tej pory udawało im się uniknąć krwiożerczych stworów. Kiedy jednak na świat przychodzi trzeci potomek Abbotów, ich kruche bezpieczeństwo wali się w gruzy.

## Obsada
- Emily Blunt jako Evelyn Abbott
- John Krasinski jako Lee Abbott
- Millicent Simmonds jako Regan Abbott
- Noah Jupe jako Marcus Abbott
- Cade Woodward jako Beau Abbott

## Odbiór

### Box office
Film Ciche miejsce zarobił 188 milionów dolarów w Stanach Zjednoczonych i Kanadzie oraz 152,9 miliona dolarów w pozostałych państwach; łącznie 340,9 miliona dolarów.

### Krytyka w mediach
Film Ciche miejsce spotkał się z dobrą reakcją krytyków. W serwisie Rotten Tomatoes 96% z 371 recenzji filmu jest pozytywne (średnia ocen wyniosła 8,17 na 10). Na portalu Metacritic średnia ocen z 55 recenzji wyniosła 82 punkty na 100.

## Kontynuacje
Kontynuacja filmu, Ciche miejsce 2 (A Quiet Place Part II) miała premierę 8 marca 2020, lecz ze względu na pandemię, pojawiła się w kinach dopiero w 2021 roku.
W 2024 roku pojawił w kinach spin-off serii, Ciche miejsce: Dzień pierwszy (A Quiet Place: Day One), a w 2025 wydany ma zostać kolejny sequel, A Quiet Place Part III.